# Eustrophus bimaculatus
Eustrophus bimaculatus is een keversoort uit de familie winterkevers (Tetratomidae). De wetenschappelijke naam van de soort werd in 1881 gepubliceerd door Raffaello Gestro.